# Alterazioni dell'articolazione temporo-mandibolare
Le alterazioni dell'articolazione temporo-mandibolare (ATM) riguardano tutte quelle condizioni in cui un paziente è spinto ad andare dal medico accusando dolore riferito nella regione subito davanti all'orecchio. Alterazioni riguardanti questa zona possono riflettersi, attraverso le vie discendenti, ad altre zone del corpo provocando una serie di sintomi sia funzionali sia dolorosi.

## Anatomia

### Anatomia scheletrica e legamentosa
L'articolazione temporo-mandibolare è l'unica articolazione mobile della testa poiché tutte le altre articolazioni della testa sono sinartrosi. L'ATM è l'articolazione fra l'osso temporale e la mandibola, ed è bilaterale. Si compone di due articolazioni dei condili dx e sx che sono uguali e simmetriche. In ogni articolazione la superficie articolare della mandibola è rappresentata dal condilo mentre la superficie articolare dell'osso temporale è formata:
- nella parte posteriore dalla fossa mandibolare (o cavità glenoidea)
- nella parte anteriore è costituita dal tubercolo articolare (o condilo del temporale)[1].

Tra le due superfici articolari (mandibolare e temporale) è interposto un disco articolare che è formato da un tessuto fibro-cartilagineo il quale, con il suo contorno periferico, va ad aderire alla superficie interna della capsula articolare, formando così due cavità articolari, una superiore e una inferiore. 
La capsula articolare dell'ATM si inserisce in alto sull'osso temporale e, in particolare, nella parte anteriore sul contorno anteriore del tubercolo articolare, mentre, posteriormente, si inserisce nella fossa mandibolare, che si trova al davanti della fessura petro-timpanica, chiamata anche fessura del Glaser. In basso, invece, si inserisce lungo il collo del condilo della mandibola.
L'inserzione inferiore è rinforzata lateralmente dal legamento temporo-mandibolare che è un robusto fascio triangolare che presenta una base superiore, il quale dal tubercolo zigomatico dell'osso temporale si porta in basso per poi inserirsi sul contorno laterale e anche sul contorno posteriore del condilo della mandibola.
Ad arricchire l'ATM vi sono poi il legamento sfeno-mandibolare e il legamento stilo-mandibolare. Il primo parte dalla spina dello sfenoide e arriva alla faccia mediale del ramo della mandibola dove si inserisce sulla spina dello Spix.
Il secondo legamento, invece, parte dal processo stiloideo dell'osso temporale, portandosi sulla faccia postero-mediale della mandibola.

### Anatomia muscolare
Nella zona mandibolare terminano tutti i muscoli scheletrici della testa, permettendo alla mandibola stessa di muoversi; questi muscoli si chiamano muscoli masticatori e sono quattro: muscolo massetere, muscolo temporale, muscolo pterigoideo interno e pterigoideo esterno.
Questi quattro muscoli sono tutti innervati da un ramo del nervo trigemino chiamato nervo mandibolare.

#### Muscolo massetere
Ricopre la faccia laterale del ramo della mandibolare, è un muscolo robusto formato da un capo superficiale e un capo profondo: il primo nasce dall'arcata zigomatica, portandosi in basso e indietro, mentre il capo profondo nasce dall'arcata zigomatica portandosi in basso e un po' in avanti. I due capi si fondono, inserendosi poi sulla faccia laterale del ramo della mandibola e all'angolo della mandibola. Ha la funzione di portare in alto la mandibola stessa.

#### Muscolo temporale
È un ampio muscolo a forma di ventaglio e occupa la fossa temporale del cranio. È formato da fasci muscolari profondi che originano dalla fossa temporale e da fasci muscolari superficiali che originano dalla fascia temporale. I fasci del muscolo temporale si portano verso il basso, passano dall'arcata zigomatica trapassando infine in un robusto tendine che si va a inserire sul processo coronoideo della mandibola.
Oltre ad avere la funzione di innalzare la mandibola, la porta anche indietro grazie ai suoi fasci muscolari posteriori.

#### Muscolo pterigoideo interno
È situato medialmente al ramo della mandibola dentro la fossa infratemporale. Nasce dal processo pterigoideo dello sfenoide e, portandosi in basso, s'inserisce sulla faccia mediale del ramo della mandibola e giunge fino all'angolo della stessa. Ha la funzione di innalzare la mandibola, portarla avanti, ruotandola dal lato opposto.

#### Muscolo pterigoideo esterno
Si trova medialmente al ramo della mandibola dentro la fossa infratempotale. È formato da due capi: uno superiore e l'altro inferiore, entrambi partono dallo sfenoide, si portano un po' in fuori e indietro andandosi a riunire e terminare sulla faccia mediale del collo del condilo mandibolare e sulla capsula articolare dell'ATM. Proietta la mandibola in avanti e verso il lato opposto, contribuendo ai movimenti di lateralità della mandibola stessa, movimento essenziale per triturare i cibi.

## TIpi di alterazioni
Lussazione posteriore del condilo: questo tipo di lussazione provoca dolore dovuto a spostamenti del menisco e da un trauma cranico. Inoltre si può verificare una lussazione anteriore del condilo oltre l'eminenza articolare che è dovuta a un improvviso stiramento o rottura del legamento capsulare e che determina la fissazione della mandibola in posizione di apertura della bocca. 
Osteoartrite: è un'infiammazione a carico dell'osso e dell'articolazione. Sia i segni clinici sia i sintomi possono essere minimi malgrado la presenza di lesioni importanti del condilo.
Si assiste a una graduale perdita della cartilagine articolare e a un'ipertrofia dell'osso.
Un caso specifico riguarda l'artrite reumatoide in cui però l'interessamento dell'ATM non è frequente. Nei soggetti affetti da artrite reumatoide in cui sia coinvolta l'ATM, la stessa si presenta tumefatta e dolente; si assiste a una limitazione dei movimenti, in special modo al mattino al risveglio. Nel caso dei bambini tale malattia porta a una malocclusione. Inoltre può verificarsi anche un'anchilosi che richiede un intervento di condilectomia.
Sindrome dolorosa miofasciale: rappresenta il disturbo più comune dell'articolazione temporo-mandibolare caratterizzata da alterazioni mandibolari funzionali accompagnata da dolore facciale, spesso localizzato all'orecchio e alla mandibola potendo anche estendersi al collo e alla spalla. Per quanto riguarda le alterazioni funzionali della mandibola si assiste a limitazioni dei movimenti e in particolar modo all'incapacità ad aprire completamente la bocca. È stato osservato, inoltre, che certi soggetti predisposti a tale patologia abbiano un tensione muscolare e un'ipereccitabilità riflessa su base emozionale. Si verifica uno stiramento di un focus doloroso anormale che determina una sorta di circolo vizioso di dolore-spasmo-dolore come fattore scatenante.
L'obiettivo della terapia è la riduzione del dolore, riduzione dell'eccitabilità e rilassamento muscolare. A tal fine possono essere iniettati anestetici locali per via intramuscolare in punti strategici o spruzzati in superficie in modo da alleviare il dolore e ridurre gli spasmi.

## Anamnesi
Viene effettuata l'anamnesi del paziente chiedendo se soffre di mal di testa e se la risposta è positiva da quanto tempo e dove è localizzato; viene chiesto inoltre se il dolore arriva fino al collo e alle spalle, se mastica più a destra o a sinistra e il motivo di tale atteggiamento. Se sente rumori all'articolazione temporo-mandibolare e in che punto, specificando se si tratti di uno “schiocco” o di uno “scricchiolio”. Il medico odontoiatra chiede inoltre se ha dolore all'ATM, segnalando le sedi e le quantità del dolore stesso. Nel caso in cui siano stati effettuati trattamenti protesici, trattamenti ortodontici, estrazioni, traumi, verrà chiesto se i dolori sono iniziati prima o dopo tali situazioni. È importante sapere anche se il dolore è spontaneo o alla funzione. Il paziente riferirà anche, sotto richiesta del medico, se è mai rimasto bloccato a bocca aperta o chiusa. Inoltre riferirà se ha mai avuto incidenti. Il medico, durante la valutazione clinica, osserverà se sono presenti eventuali cicatrici al volto e/o al mento. Verrà chiesto al paziente inoltre se ha difficoltà a deglutire, a parlare e a aprire e chiudere la bocca e se ha stanchezza/rigidità della mandibola a risveglio.
Rientra nell'anamnesi anche chiedere al paziente se presenta abitudini viziate come il mordicchiamento di unghie e pellicine, mordicchiamento di oggetti come penne, ecc., chewing-gum, serramento, bruxismo, sub-ciclismo e strumenti a fiato.
Come ultima richiesta potrà essere chiesta l'eventuale presenza di ronzii, sensazione di orecchie tappate, fischi, bruciore al padiglione, dolore all'orecchio sia mono sia bilaterale. Verrà valutata la posizione della linea mediana che può essere centrata o non centrata, misurando l'eventuale deviazione millimetrica a dx o a sx.
Verranno misurati overjet e overbite e la classe dentale.

## Diagnosi clinica
Il paziente viene visitato e si valuta l'eventuale presenza di pre-contatti o eventuali interferenze centriche che non permetterebbero un'intercuspidazione massima; in questo modo la mandibola dovrebbe spostarsi per riuscire ad avere più contatti possibili. Deve essere esclusa un'occlusione traumatica.
Lo spostamento della mandibola in posizione posteriore può dare problemi all'ATM. 
Per intercettare eventuali schiocchi o scricchiolii, come un crepitio di foglie che potrebbe essere indice di artrosi dell'articolazione, si fa aprire e chiudere ripetutamente la bocca al paziente e posizionando le dita sulle articolazioni. 

## Principali disfunzioni cranio-cervico-mandibolari

### Bruxismo
Il bruxismo è un digrignamento o serramento dei denti che si evidenzia clinicamente con l'usura dei denti stessi e si manifesta con faccette di usura; è accompagnato da un'ipertrofia muscolare. Il serramento è anche chiamato bruxismo centrico mentre il digrignamento è anche chiamato bruxismo eccentrico. È difficile calcolare la quantità di forza che i denti esercitano durante il bruxismo.
Si tratta quindi di un grande sovraccarico a cui sono sottoposti i denti e le articolazioni temporo-mandibolari. Inevitabilmente tutto ciò porta all'insorgenza di dolore e spasmi muscolari provocati dalla presenza di cataboliti, dovuti all'ipercontrazione muscolare che impedisce il flusso normale del sangue. Ciò che scatena la parafunzione sono i precontatti, per cui si assiste a una perdita della sensazione della pressione dovuta all'impossibilità dei recettori propriocettivi di inviare gli impulsi, per cui il sistema propriocettivo neuromuscolare stesso non riesce più a proteggere il sistema masticatorio. 
Per faccette chiave-serratura si intende la corrispondenza delle faccette di usura nei denti superiori e inferiori attraverso movimenti di lateralità. In generale, la zona in cui le usure sono molto evidenti è quella del settore anteriore.
Il digrignamento porta a un aumento della pressione intraarticolare. Un valido stop occlusale protegge da tali situazioni. Il danno articolare sarà maggiore quando è ridotta la dimensione verticale. È interessante evidenziare che con una radiografia possiamo notare un appiattimento del condilo e della fossa articolare anche in assenza di sintomatologia.

#### Terapia del bruxismo
Si possono utilizzare placche di stabilizzazione che ricoprono interamente una delle due arcate, in modo da creare contatti occlusali multipli e simultanei.
Un'altra conseguenza del bruxismo riguarda la frattura dei denti e delle protesi, soprattutto se si tratta di corone in porcellana e di grandi ricostruzioni in amalgama o ancora quando ci troviamo di fronte a denti trattati endodonticamente, con inevitabili ripercussione sull'ATM.
Possiamo concludere affermando che il bruxismo è una parafunzione che si diversifica dalle attività funzionali rappresentate invece dalla masticazione, dalla deglutizione e dalla fonazione che può essere estremamente dannoso per l'ATM.

### Attività parafunzionali diurne
Il soggetto tende a drenare la sua emotività attraverso degli atteggiamenti tipo succhiarsi il pollice,  morsicarsi le guance, mordicchiarsi le unghie o vari oggetti o nel far assumere alla mandibola strane posizioni (ad esempio in protrusione, lateralità, ecc.). È possibile che la parafunzione diurna sia associata, in alcuni casi, al serramento (ad esempio durante un massiccio esercizio fisico). Lo stress emotivo gioca un ruolo fondamentale nelle attività parafunzionali e, quanto più ci avviciniamo a un tipo di occlusione funzionale ideale, quanto meno lo stress emotivo può dare origine all'attività parafunzionale stessa.
Il danno a carico dell'articolazione temporo-mandibolare, oltre che ai denti, al tessuto muscolare e a quello paradontale, si verificherà quando verrà superata la cosiddetta “tolleranza strutturale” che riguarda i tessuti, cioè un limite di resistenza ai vari insulti esterni. La tolleranza strutturale si distingue dalla tolleranza fisiologica che rappresenta, di fronte a uno stress emotivo, il limite di adattabilità di un soggetto a un determinato grado di interferenza occlusale la quale può, in ultima analisi, dare origine alle varie attività parafunzionali.

### Attività parafunzionali notturne
Sono attività inconsce che di solito si manifestano durante la fase REM del sonno, ossia la fase dell'attività onirica, e sono il prolungato serramento associato o meno a digrignamento con ovvie conseguenze sull'ATM già espresse precedentemente. 

### Occlusione traumatica
È rappresentata da tutte quelle forze che vanno a scaricarsi sulle superfici occlusali che provocano danni al parodonto. Queste forze sono di tipo muscolare, soprattutto nel forte bruxista.

### Precontatti o prematurità o interferenze centriche
Riguardano tutti quei contatti che provocano spostamenti della mandibola in modo tale da ottenere un maggior numero di contatti.
Sono dei contatti che non permettono un'intercuspidazione massima ideale.
Le interferenze centriche possono essere suddivise in:
- interferenze centriche protrusive, che provocano scivolamento in avanti della mandibola e il condilo è in posizione anteriore nella fossa dovuto a un precontatto. Il danno che si ha a livello dell'ATM non è precoce, infatti ciò che compare più spesso riguarda le contratture.
- interferenze centriche retrusive, che portano distalmente la mandibola.

Nel primo caso possiamo effettuare una manipolazione di Dowson: il paziente è sdraiato mentre il medico, dietro di lui, pone i due pollici sul mento esercitando una forza verso il basso e posteriormente mentre le altre quattro dita sul margine inferiore della mandibola in direzione supero-mesiale. La forza che ne risulta è supero-posteriore in modo che il condilo si alloggi nella fossa.

#### Terapia dell'interferenza centriche
Dobbiamo ricorrere a delle placche di svincolo che permettono alla mandibola di posizionarsi correttamente in modo che vi sia una corretta attività muscolare per un rapporto condilo, menisco e cavità glenoidea corretta, eliminando l'interferenza.

## Interferenze eccentriche
1) Interferenza lavorante (latero-trusione)
2) Interferenze bilanciati (o in mesiotrusione)
3) Interferenze durante la protusione
1. Sono tutti quei contatti tra i denti che si hanno nel lato dell'arcata dove si ha il movimento mandibolare e che rende impossibile il contatto dei canini tra loro o la funzione di gruppo.
2. Sono tutti quei contatti tra i denti che riguardano l'emiarcata controlaterale rispetto alla direzione del movimento della mandibola. Questo porta ad alterazione della guida canina o alla funzione di gruppo dalla parte in cui si sposta la mandibola. Queste interferenze hanno delle conseguenze dannose a carico dell'ATM in quanto nella cuspide dove risiede l'interferenza si crea un'azione di fulcro quando i denti controlaterali vengono a contatto tra loro, nuocendo al condilo. Le interferenze bilancianti risultano essere più dannose rispetto alle lavoranti.
3. Sono di due tipi: le posteriori e le interferenze degli incisivi. Le posteriori sono nocive perché più vicine all'ATM in vicinanza della muscolatura deputata alla chiusura della bocca. In più sono nocive perché per superare l'ostacolo dell'interferenza, la mandibola è costretta a un'apertura eccessiva durante il movimento di traslazione (della mandibola stessa) con conseguente allungamento anomalo dei fusi neuromuscolari dei muscoli deputati all'elevazione della mandibola; tutto questo è amplificato in caso di forte stress emotivo.

Se l'aumento della ripidità della guida incisiva riguarda un dente solo vi sarà uno spostamento dello stesso perché il tessuto di sostegno non reggerà alla eccessiva sollecitazione. Se l'aumento della ripidità della guida riguarda più elementi le conseguenze dipenderanno dal grado di overbite e dall'angolo interincisivo. In questa condizione detta di “muro anteriore” a chiusura della bocca si assiste a un movimento posteriore del condilo e della mandibola: il condilo tende a assumere una posizione posteriore rispetto al menisco, facilmente evidenziabile alla RX.

### Terapia interferenze eccentriche
Possiamo utilizzare placche di estraenti in caso di lock, placche di svincolo in caso di contratture muscolari importanti e placche di stabilizzazione per ridurre il trauma occlusale.

## Patologie a carico del condilo
Sono patologie insorte durante lo sviluppo dell'articolazione.
Alcune di queste sono: 
- ipoplasia condilare
- iperplasia condilare
- agenesia o aplasia condilare
- ipertrofia del processo coronoideo
- osteocondrite giovanile
- artropatia degenerativa (osteoartrosi) e artrite
- anchilosi fibrosa
- fratture intra-extra muscolari
- artrite reumatoide
- artrite psoriasica
- neoplasie
- dislocazioni del menisco

## Trattamento delle attività parafunzionali
Può essere effettuato attraverso l'uso di placche in modo da proteggere i denti e di conseguenza il sistema masticatorio in modo tale da indurre un rilassamento muscolare. Si può ricorrere anche a placche di stabilizzazione in modo da ricoprire completamente un'arcata dentaria creando molteplici e simultanei contatti occlusali. In questo modo alleggeriamo il carico dovuto alla tensione muscolare alleggerendo anche l'ATM.

## Alterazioni a carico dell'atm legate a protesi incongrue
Nell'esecuzione di un manufatto protesico il medico deve rispettare quelli che sono i canoni fisiologici delle arcate dentarie affinché si abbia un'occlusione corretta. Ad esempio deve essere rispettata la curva di Spee la quale rappresenta una curva anteroposteriore che riguarda le superfici occlusali; è a concavità superiore e inizia dal canino inferiore e precisamente all'altezza della punta per poi seguire le punte delle cuspidi vestibolari sia dei premolari sia dei molari. Nel caso di eccessiva accentuazione della curva di Spee o nel caso in cui questa sia modificata, per esempio in seguito alla migrazione di alcuni elementi dentali, si possono creare delle alterazioni a livello occlusale che possono portare ad alterazioni funzionali con conseguenti disturbi a carico dell'ATM. 
Da tener presente che anche la cementazione di un ponte o di una corona può alterare in qualche modo il tragitto di chiusura della bocca con deviazione laterale del punto interincisivo.
Allo stesso modo se si ha un'alterazione della curva di Wilson, la quale è una curva a concavità superiore nel piano frontale, che si ottiene tracciando una linea immaginaria nel piano frontale che collega la punta delle cuspidi dei molari di entrambi i lati dell'arcata. Tale curva dà la possibilità di ottenere uno scivolamento occlusale armonico delle cuspidi vestibolari dell'arcata inferiore, sulle cuspidi vestibolari dell'arcata superiore durante la lateralità. Nel caso in cui la curva di Wilson fosse alterata, potremmo avere un movimento funzionale altrettanto alterato a causa di interferenze occlusali con, anche in questo caso, ripercussioni dannose a carico dell'ATM.

## Esempio di interessamento dell'atm causato da patologie infiammatorie: artrite reumatoide
L'artrite reumatoide è una patologia a eziologia sconosciuta, cronica e sistemica. Si manifesta attraverso un'artrite infiammatoria a carico delle articolazioni periferiche, di solito simmetrica. È stata osservata una predisposizione genetica. L'interessamento dell'ATM porta ad alterazioni della masticazione associata a una sintomatologia dolorosa all'altezza dell'orecchio medio e della gola. Da un punto di vista dell'anatomia patologica, la membrana sinoviale va incontro ad atrofia a tal punto da ricoprire la cartilagine articolare (panno); il panno finisce per distruggere gradualmente sia la cartilagine articolare sia l'osso sub-condrale che stanno nel piano sottostante. È stato osservato che, con il tempo, la malattia, avanzando, porta a un'anchilosi ossea (grossa difficoltà masticatoria). Si può assistere inoltre a rottura tendinea. La sintomatologia relativa include dolore spontaneo e alla palpazione, calore e rossore (infiammazione) e tumefazione.